# Rezerwat Biosfery Wyspy Książęcej
Rezerwat Biosfery Wyspy Książęcej (port. Reserva da Biosfera da Ilha do Príncipe) – rezerwat biosfery UNESCO MAB znajdujący się w Demokratycznej Republice Wysp Świętego Tomasza i Książęcej, obejmujący Wyspę Książęcą i okoliczne wysepki (Bom Bom, Boné de Jóquei, Mosteiros, Santana, Pedra da Galé, Tinhosa Grande oraz Tinhosa Pequena) wraz z otaczającymi je wodami Zatoki Gwinejskiej.
Od 2001 roku wyspy Pedras Tinhosas (Tinhosa Grande i Tinhosa Pequena) oraz lasy w południowej części Wyspy Książęcej stanowią ostoje ptaków IBA organizacji BirdLife International; w 2006 roku wysepki Pedras Tinhosas zostały również uznane za obszar wodno-błotny o znaczeniu międzynarodowym konwencji ramsarskiej.

## Charakterystyka

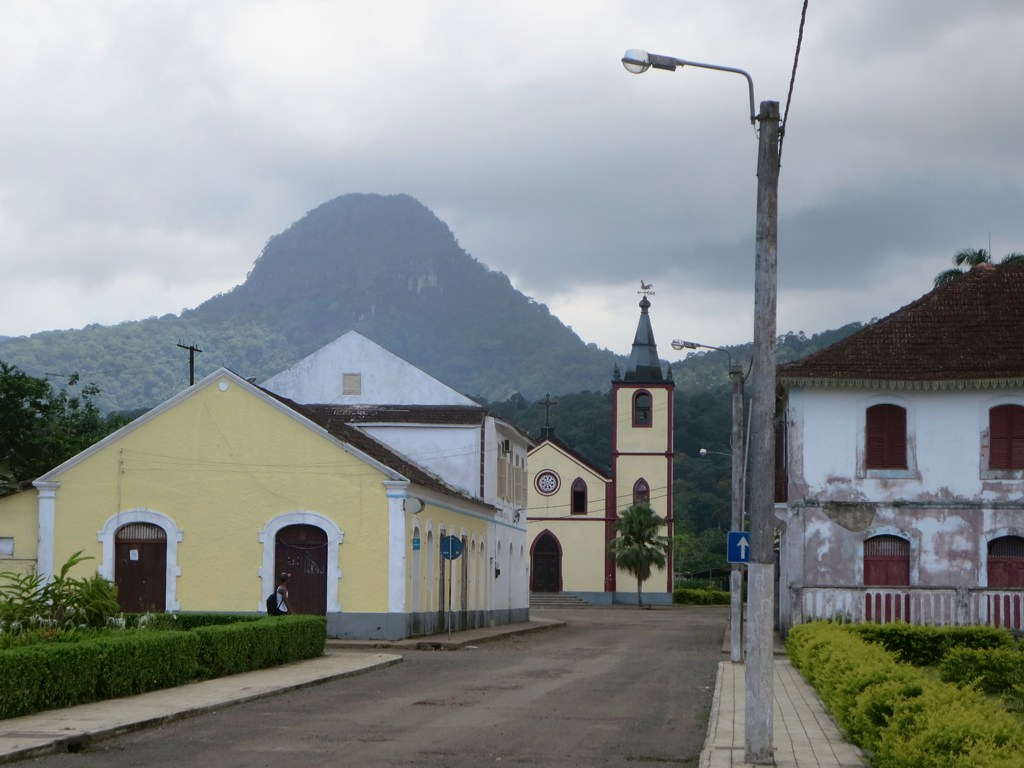
Miasteczko Santo António i górujący nad nim szczyt Pico Papagaio (2015)

Rezerwat Biosfery Wyspy Książęcej został utworzony 11 lipca 2012 roku na bazie parku przyrodniczego Obô do Príncipe (port. Parque Natural Obô do Príncipe). Zajmuje obszar o powierzchni 71 592,56 ha (w tym 13 989,07 ha obszaru lądowego i 57 603,49 ha obszaru morskiego), który dzieli się na:
- strefę centralną – o powierzchni 17 242,37 ha (w tym 6 043,82 ha obszaru lądowego i 11 198,55 ha obszaru morskiego),
- strefę buforową – o powierzchni 11 769,92 ha (w tym 1 446,74 ha obszaru lądowego i 10 323,18 ha obszaru morskiego),
- strefę przejściową – o powierzchni 42 580,27 ha (w tym 6 498,51 ha obszaru lądowego i 36 081,76 ha obszaru morskiego).

Wyspa Książęca charakteryzuje się łagodną rzeźbą terenu w części północnej, na południu zaś rozciągają się zbudowane z fonolitów góry, z których najwyższą jest Pico de Príncipe (948 m n.p.m.). Inne szczyty, których wysokość przekracza 500 m to Mesa (537 m n.p.m.), Pico Papagaio (680 m n.p.m.), Carriote (839 m n.p.m.) i Pico Mencorne (921 m n.p.m.). Teren poprzecinany jest głębokimi skalistymi dolinami pomiędzy wzniesieniami.

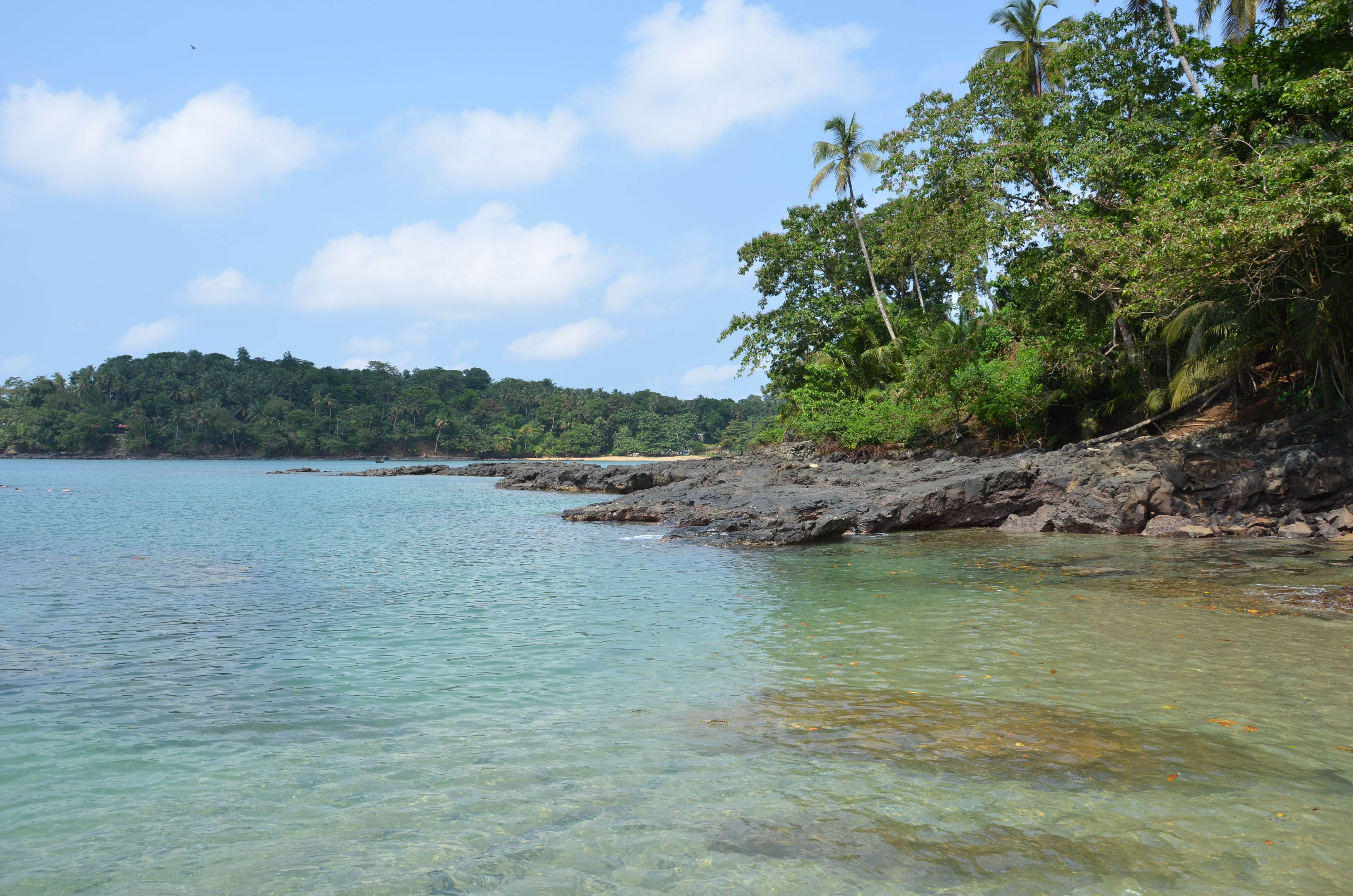
Praia Salgada na północno-wschodnim wybrzeżu wyspy (2016)

Obie części wyspy ze względu na odmienną geomorfologię różnią się topoklimatem i występującymi ekosystemami. W bardziej równinnej północnej części wyspy znajdują się ekosystemy wód stojących, zaś w południowej – ekosystemy wód płynących (lotycznych). Zarówno ekosystemy lądowe, jak i morskie charakteryzują się dużą różnorodnością biologiczną. Strome górskie zbocza porastają tropikalne wilgotne lasy nizinne, które wraz ze wzrostem wysokości nad poziomem morza nabierają cech lasów mglistych. Wzdłuż cieków wodnych występują siedliska łęgowe, a wybrzeża porastają namorzyny oraz rozciągają się rafy koralowe.
Tinhosa Grande i Tinhosa Pequena tworzące niewielki archipelag o nazwie Pedras Tinhosas to skaliste, pozbawione roślinności wysepki położone ok. 22 km na południowy zachód od Wyspy Książęcej. Pierwsza z nich ma powierzchnię 20 ha i wystaje ponad poziom morza na wysokość 56 m, a druga zajmuje 3 ha i ma wysokość 65 m.

## Fauna

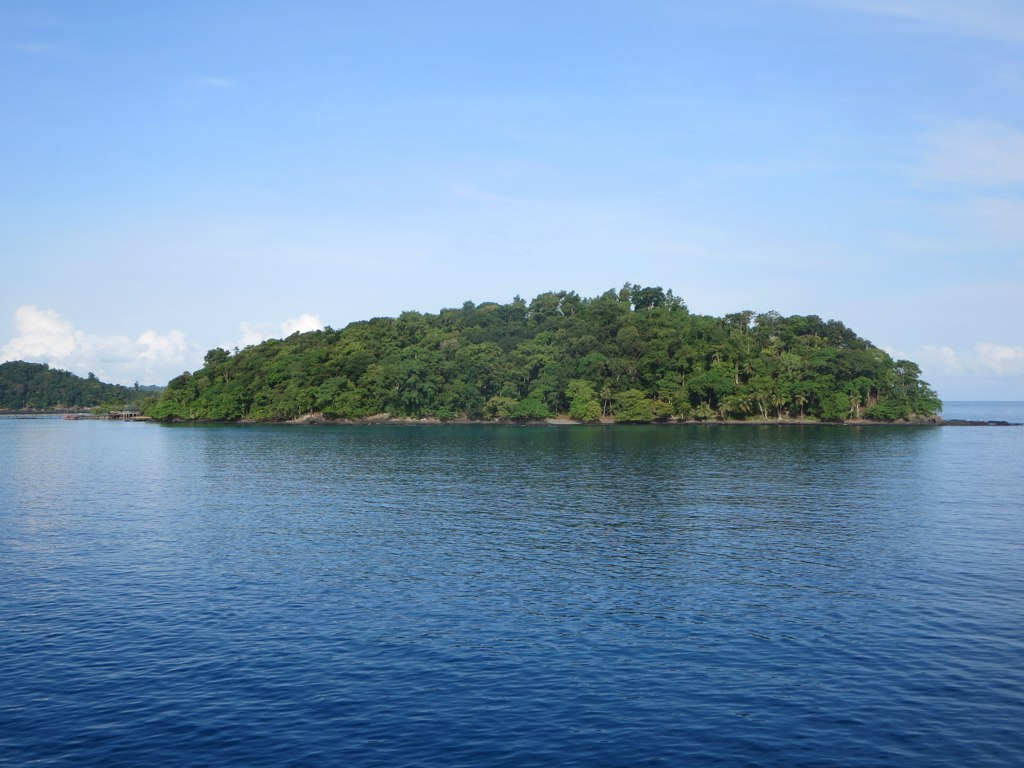
Wyspa Bom Bom
(2015)

Fauna Wyspy Książęcej cechuje się wysokim poziomem endemizmu. Wykazano tu występowanie 45 gatunków mięczaków (w tym 24 endemitów oraz zagrożonego Archachatina bicarinata).
Spośród kręgowców najlepiej zbadaną grupą są ptaki. Na wyspie potwierdzono obecność 90 gatunków ptaków, z których 8 to gatunki występujące wyłącznie na tym terenie. Należą do nich m.in. krytycznie zagrożony drozd falisty (Turdus xanthorhynchus), zagrożona żako większa (Psittacus erithacus) i szlarnik zatokowy (Zosterops ficedulinus), szlarnik srebrny (Zosterops leucophaeus) oraz bliski zagrożenia gołąb zatokowy (Columba malherbii), a także zimorodek żółtobrzuchy (Corythornis cristatus nais), żabotnik (Horizorhinus dohrni), nektarnik brązowogrzbiety (Anabathmis hartlaubii), dziwogon widłosterny (Dicrurus modestus), błyszczak ozdobny (Lamprotornis ornatus) i wikłacz zatokowy (Ploceus princeps). Występuje również 7 endemicznych podgatunków ptaków.

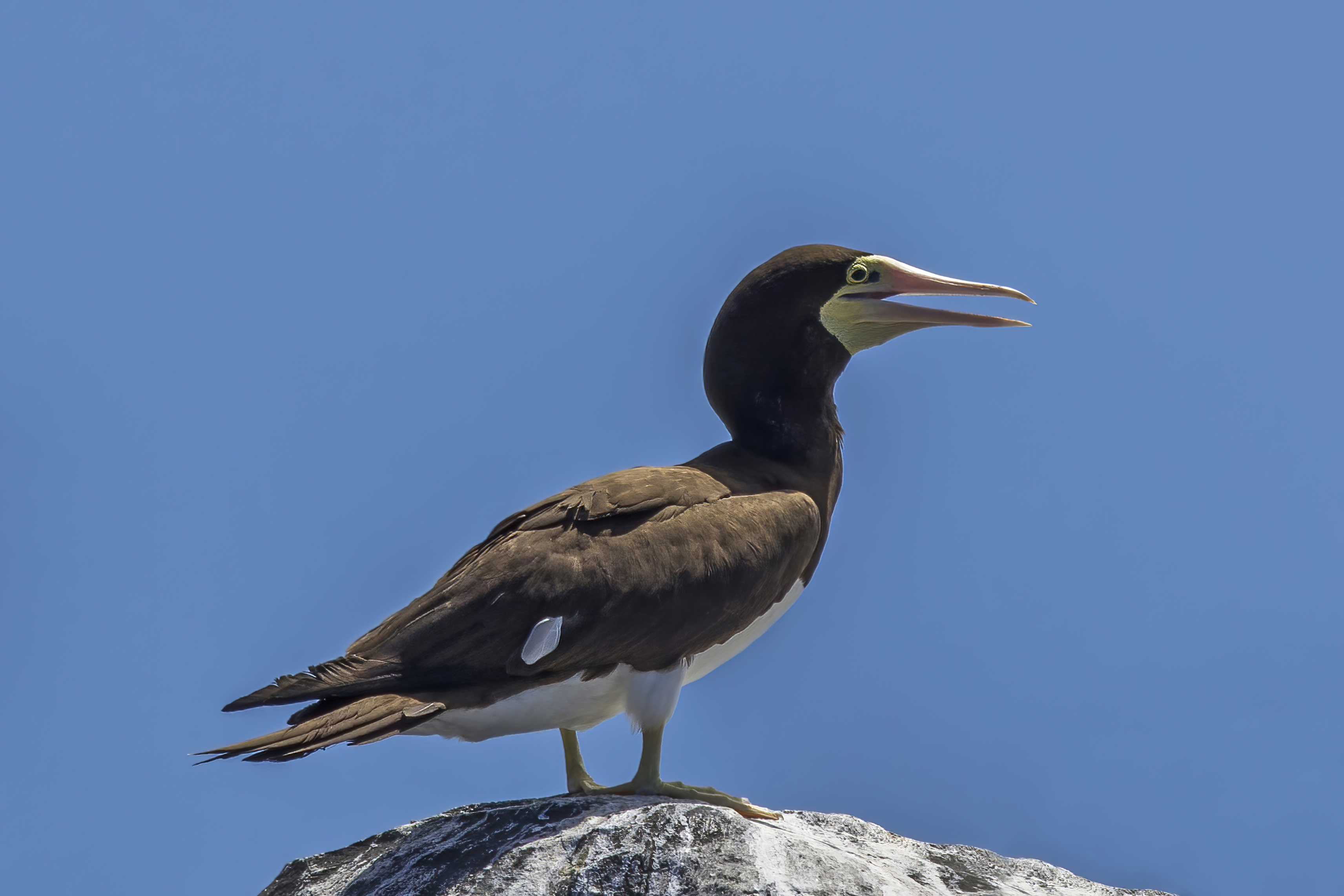
Głuptak białobrzuchy (2021)

Wyspy Pedras Tinhosas stanowią największą na obszarze Zatoki Gwinejskiej, obejmującą nawet 300 tys. osobników, kolonię lęgową migrujących ptaków wodnych, m.in. głuptaka białobrzuchego, rybitwy czarnogrzbietej, rybołówki brunatnej i atolowej oraz faetona żółtodziobego. Rybitwa brunatnogrzbieta i nawałnik białorzytny pojawiają się w pobliżu wysepek, jednak brak dowodów na ich rozmnażanie się w tym miejscu. Okresowo zalatują tu fregata orla, głuptak maskowy i czerwononogi oraz faeton białosterny; prawdopodobnie z kolonii na Wyspie Wniebowstąpienia położonej 2500 km na południowy zachód od Wysp Świętego Tomasza i Książecej.
Ssaki Wyspy Książęcej reprezentowane są przez 5 gatunków rodzimych (w tym dwa endemity – zębiełka Crocidura fingui oraz jeden gatunek mroczka z rodzaju Neoromicia) oraz gatunki zawleczone przez człowieka, m.in. szczura śniadego i wędrownego, mysz domową oraz zwierzęta domowe i gospodarskie, w tym koczkodany rzeczne (Cercopithecus mona) sprowadzone na wyspę do celów łowieckich. Endemitami Wyspy Książęcej oraz wysp Pedras Tinhosas są również 3 gatunki płazów (m.in. zagrożony wyginięciem Leptopelis palmatus) oraz 9 gatunków gadów (m.in. Typhlops elegans i Feylinia polylepis). Na plażach gniazdują żółwie morskie, w tym żółw szylkretowy (Eretmochelys imbricata), żółw jadalny (Chelonia mydas), żółw skórzasty (Dermochelys coriacea) i żółw oliwkowy (Lepidochelys olivacea). W wodach otaczających archipelag pływają m.in. orki, butlonosy, kaszaloty, delfinki tropikalne oraz humbaki.

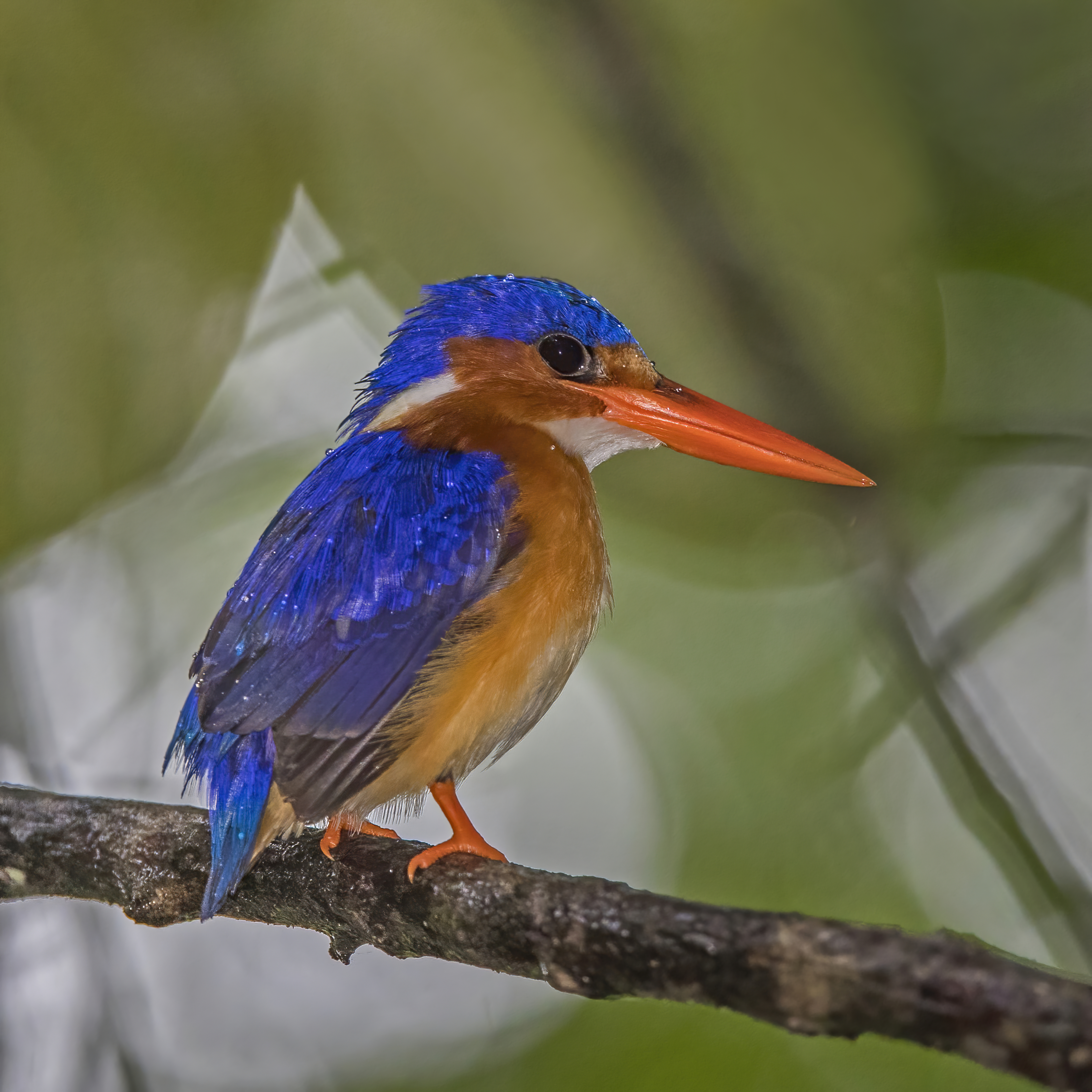
Zimorodek żółtobrzuchy
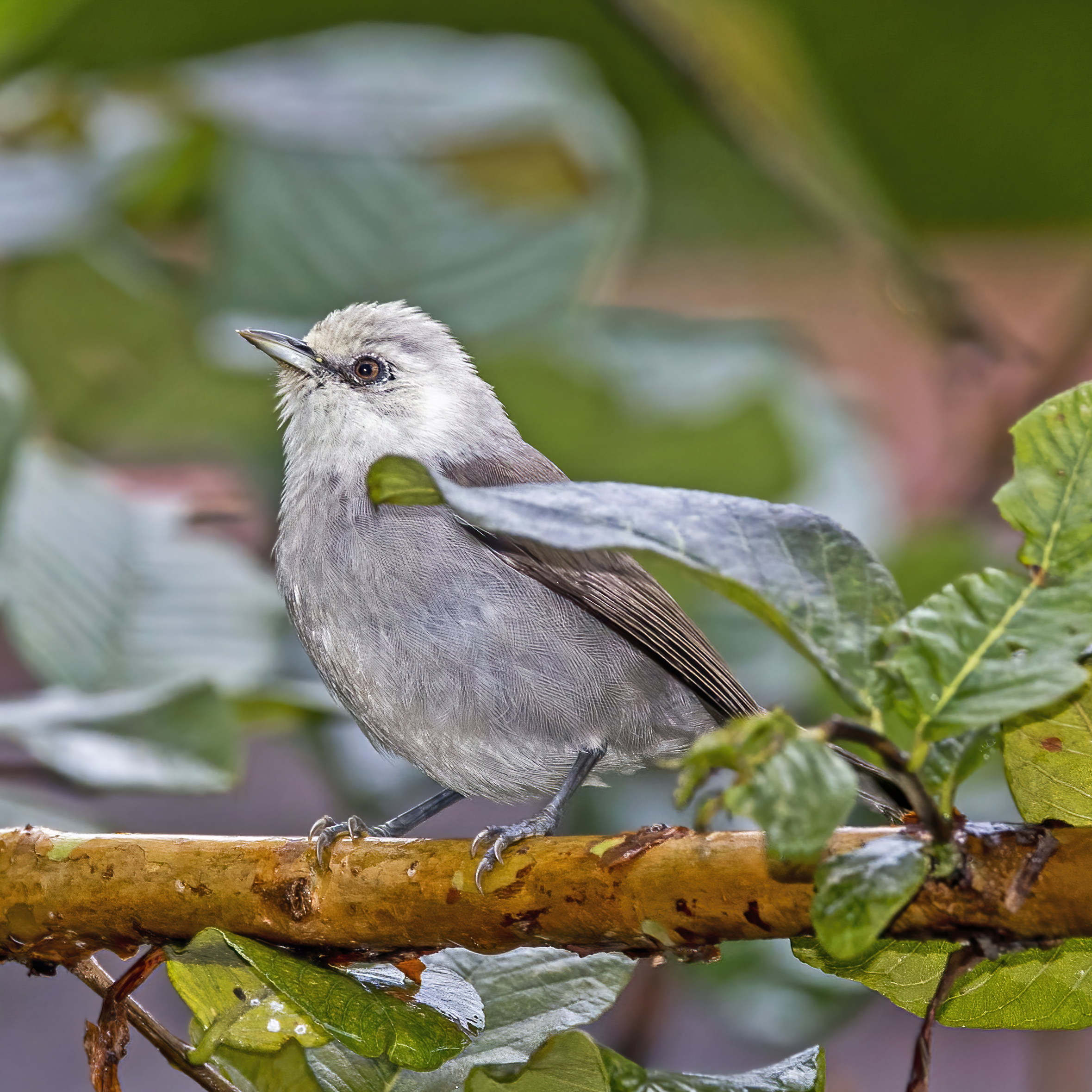
Szlarnik srebrny
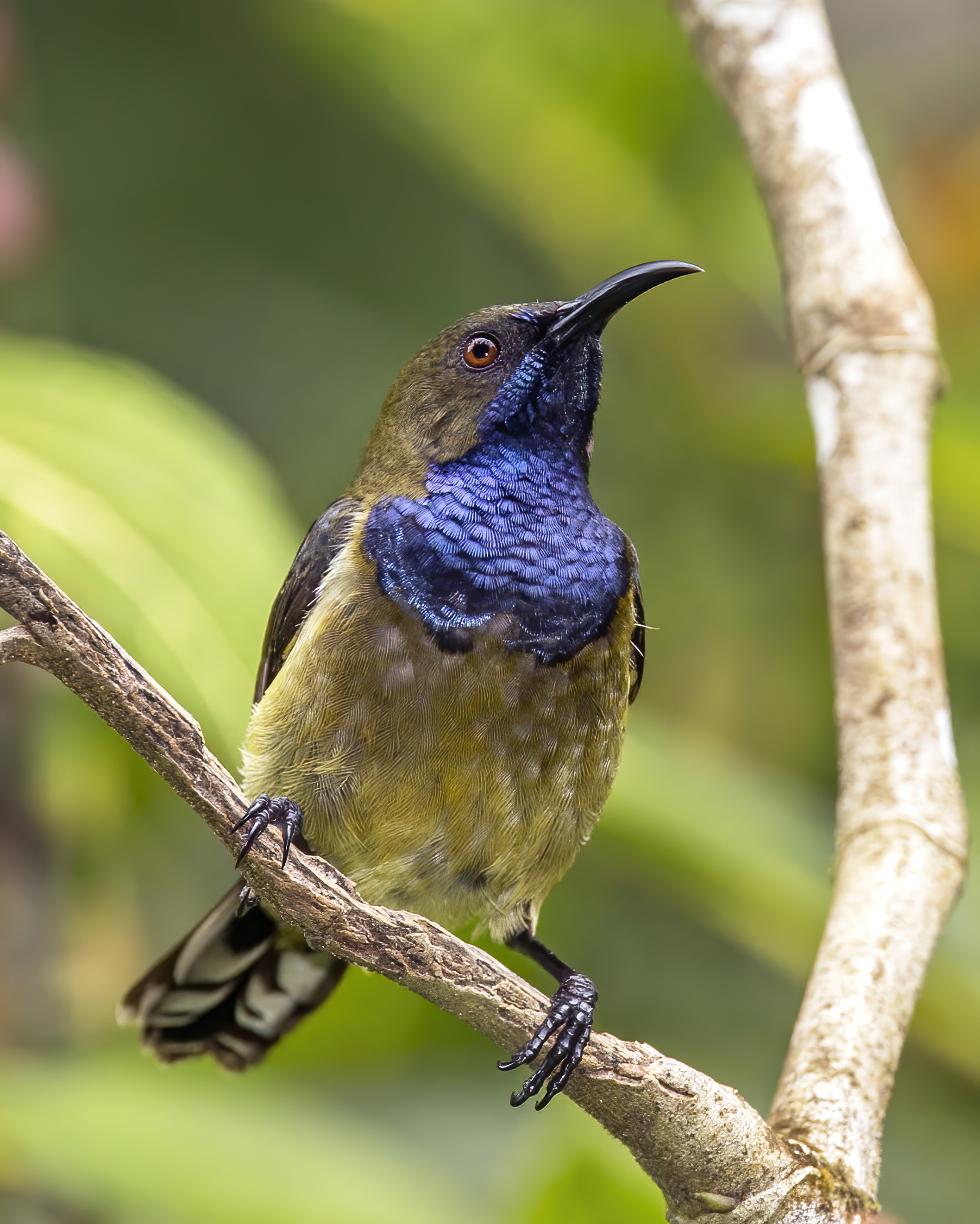
Nektarnik brązowogrzbiety
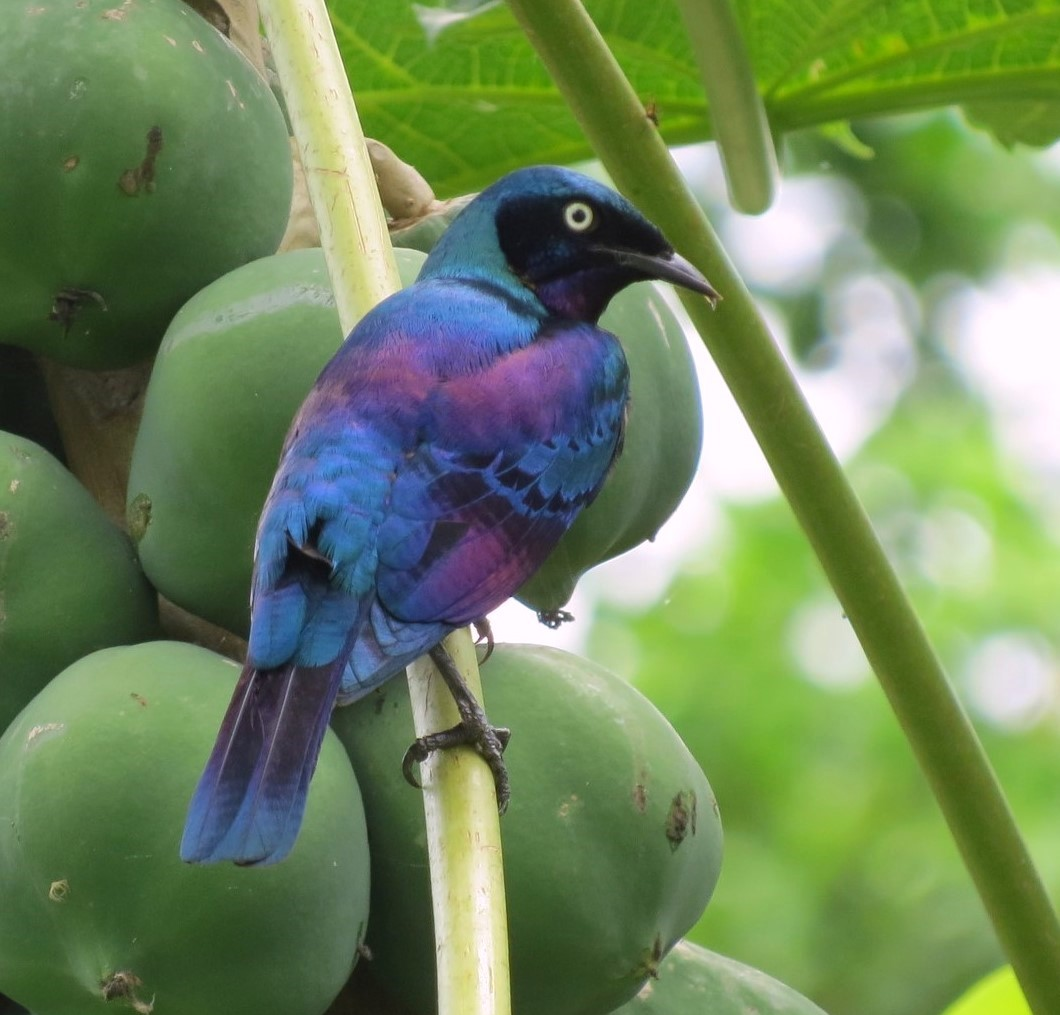
Błyszczak ozdobny

## Flora
Szacuje się, ze na Wyspie Książęcej występuje 58 endemicznych gatunków roślin. Od 2016 roku w ramach projektów prowadzonych przez Fundação Príncipe, Missouri Botanical Garden oraz Uniwersytet w Coimbrze badana jest różnorodność drzew na Wyspie Książęcej oraz ich rozmieszczenie, przedsięwzięcie ma również na celu ocenę stanu ochrony rzadkich oraz wciąż nieznanych gatunków.

## Charakterystyka socjoekonomiczna
Ludność zamieszkuje wyłącznie obszar strefy przejściowej rezerwatu na Wyspie Książęcej. Otaczające ją mniejsze wysepki są niezamieszkałe.
Mieszkańcy zajmują się głównie rybołówstwem, rolnictwem (uprawiane są kakaowce i kawa) oraz produkcją kopry. Powszechne jest wytwarzanie wina palmowego oraz rumu z trzciny cukrowej, zwanego cacharamba. W Santo António, głównym mieście Wyspy Książęcej, oraz na wyspie Bom Bom na niewielką skalę prowadzona jest również działalność turystyczna.